# Хультсфредсфестивален

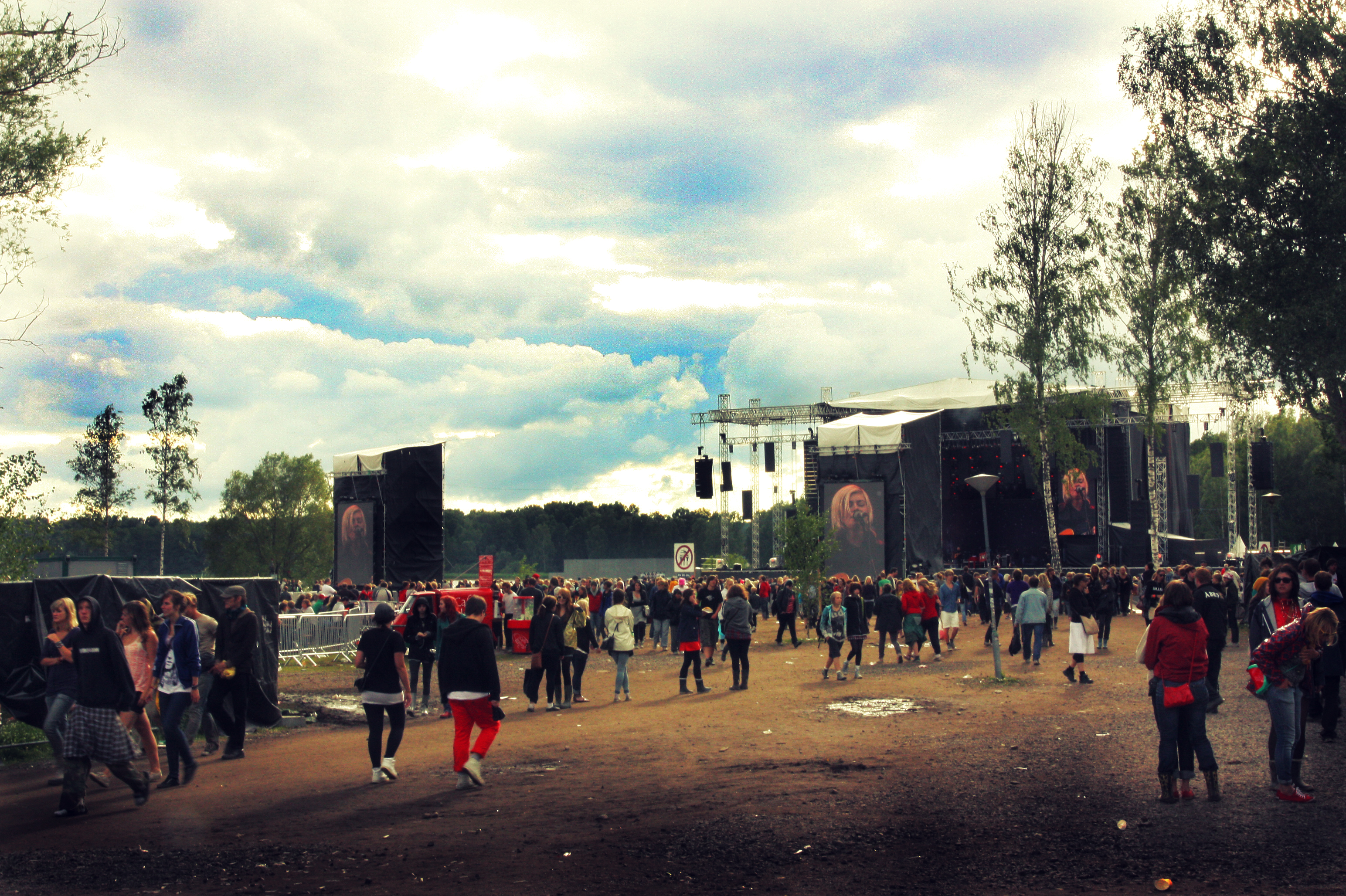
Сцена Хультсфредсфестивален 2009

Хультсфредсфестивален — музыкальный фестиваль, первоначально проводившимся в фольклорном парке Хультсфред. Фестиваль был кроссжанровым, с несколькими сценами, где музыка исполнялась параллельно. Поп и рок всегда были сильными элементами, а экстремальные варианты хард-рока и танцевальной музыки 2000-х остались позади. В течение 1990-х и в середине 2000-х фестиваль был крупнейшим музыкальным фестивалем Швеции.
В 2013 году фестиваль разделился. FKP Scorpio, организатор с 2011 года, объявила 20 марта, что они переносят свой фестиваль, Хултсфред едет в Стокгольм, в муниципалитет Сигтуна к северу от Стокгольма. В связи с этим была возобновлена работа по организации фестиваля в Хультсфреде под названием This is Hultsfred.

## История

### 1982—1985
Первый фестиваль в Хультсфреде, организованный ассоциацией Rockparty, состоялся 14 августа 1982 года, по данным ассоциации в этот день его посетило около 1000 человек. В смешанный выбор вошли как Rude Kids, так и аккордеонист Ханс-Торе Густавссон, а также другие группы, вдохновленные панком и новой волной. Помимо музыки, в этом году, как и в некоторые последующие годы, посетители могли насладиться прогулками и футболом.
13 августа 1983 года прошел второй фестиваль ассоциации, на котором Tant Strul был одним из более чем 15 участников. По данным ассоциации, в этом году мероприятие привлекло около 1200 посетителей.
В 1984 году фестивальное мероприятие было продлено на два дня (11-12 августа) под названием «Фестиваль мира». В этом году было собрано около 25 групп, в том числе группы Imperiet, Dan Hylander Py Bäckman и Raj Montana, а также Cortex, смешанный с театральными и музыкальными коллективами из Hultsfred, Vena и Rosenfors. На этом мероприятии также прошли демонстрация и факельное шествие за мир. В этом году мероприятие посетило около 3000 человек.
В том же 1985 году, 10-11 августа, ассоциация снова организовала фестиваль мира. В программе было около 30 номеров — были театральные постановки, танцевальные номера, рок-н-ролл, блюз, джаз и выставки. Среди художников были Анн-Ли Райде, Моника Торнелл и Дэн Тилберг. В этом году было подсчитано, что около 2500 посетителей приходили в день.

### 1986—2009
Хультсфредсфестивален в формате более чистого музыкального фестиваля впервые был организован в 1986 году (8-9 августа). С тех пор он проводится ежегодно, за исключением 2010 года. В 2005 году он вырос до 31 800 посетителей.
Программа 1986 года включала около 25 групп, в том числе The Triffids, Nils Lofgren, Erasure, Reperbahn и Blue For Two. Этот первый «настоящий» рок-фестиваль привлек почти 7000 посетителей.
Первые десять лет фестиваль проводился во вторые выходные августа, сначала как двухдневный фестиваль, а с 1993 года — как трехдневный. Фестиваль проходил с 1996 по 2008 год с четверга по субботу в выходные перед серединой лета в июне. В 2009 году фестиваль был перенесен на вторые выходные июля и стал четырехдневным фестивалем, который длился со среды по субботу. Фестиваль был организован ассоциацией Rockparty.

### Банкротство и перезагрузка
Фестиваль Хультсфредсфестивален 2010, «Хультсфредсфестивален X», стал бы 25-м по счету. Но 29 июня 2010 года организаторы объявили, что отменили фестиваль 2010 года, и что Hultsfredsfestivalen AB, компания, которую муниципалитет Хультсфреда и Rockparty основали перед фестивалем в 2010 году, подаст заявление о банкротстве. Причиной стала слишком маленькая выручка от продажи билетов. За две недели до фестиваля было продано чуть более 5000 билетов. Но 2500 человек все же собрались.
Фестиваль был продан, и 2 февраля 2011 года было объявлено, что фестиваль вновь появится летом 2011 года. Новым организатором стала FKP Scorpio, которая устраивала фестиваль в Хультсфреде в 2011 и 2012 годах.
Фестиваль в 2011 году сотрудничал с Smalspårsjärnvägen Hultsfred — Västervik, и из Стокгольма курсировал специально зафрахтованный фестивальный поезд.

### Перемещение и совместное использование
FKP Scorpio организовала фестиваль 13-15 июня 2013 года в выставочной зоне Stoxa (Стокгольмская открытая выставочная площадка), примерно в 15 км к северо-востоку от Мярста в муниципалитете Сигтуна . Однако в декабре 2013 года было принято решение отложить мероприятие до 2014 года.
Когда FKP Scorpio весной 2013 года решила перенести фестиваль из Хультсфреда, местные заинтересованные стороны собрались с намерением провести фестиваль на территории фестиваля в Хультсфреде и в 2013 году. Фестиваль стал называться This is Hultsfred. Первый фестиваль был организован в июне 2013 года в течение двух дней, было продано 1600 билетов, и он стал первым с 2008 года прибыльным фестивалем Hultsfred. Новые выпуски фестиваля в Хультсфреде прошли 30-31 мая 2014 г. , 14-14 августа 2015 г. и 19-20 августа 2016 г. 14 февраля 2017 г. ассоциация This is Hultsfred объявила что в 2017 году фестиваль не проводился из-за финансовых потерь, которые были понесены на мероприятии в 2015 и 2016 годах.

## Площадка фестиваля и организаторы
Хембигдспаркен и фольклорный парк Хультсфред рядом с озером Хулинген в Хультсфреде изменили форму за несколько недель до фестиваля и превратились в фестивальную площадку. В качестве закулисной зоны использовалась большая покрытая гравием автостоянка рядом с национальным парком, обычно называемая Сахарой, а также футбольное поле для мальчиков Кнектаваллена и связанное с ним здание клуба. Кемпинг для фестиваля состоял в основном из кемпинга Hultsfreds Camping, но в 2000-х годах также использовались поля в непосредственной близости.
В качестве любопытства можно упомянуть, что в выходные после фестиваля 1996—2008 гг. в местном парке проходил традиционный праздник середины лета с танцами вокруг летнего шеста . Празднование состоялось в районе, который во время фестиваля был местом для публики пампасной сцены. К тому времени все следы праздника были расчищены, кроме вытоптанной травы.
Бронированием артистов занимались Гуннар Лагерман и Янне Клеман.

## Сцены
- Гавайи — самая большая сцена. Гавайи существуют с 1988 года, когда среди прочих играли Джо Страммер и Лолита Поп.
- Пампасы — Пампасы раньше назывались Аргуссен, но изменили свое название в 1994 году.
- Сахара — сцена с большим шатром Сахара впервые появилась в 1989 году как вторая по величине сцена фестиваля и может оставаться до 1995 года.
- Atlantis — существует с 2003 года, но был снят с производства в 2009 году.
- Театрладан — существует с момента основания в 1986 году.
- Stora Dans — существует с момента основания в 1986 году.
- Rookie — был основан в 2003 году как преемник различных демо-сцен, но в 2008 году все новички играли в Stora Dans.

Театрладан, Скакен и Стора Данс — единственные сцены, которые работают круглый год. Остальные сцены строятся только на фестивальную неделю.